# Stade Pedro-Marrero
 (mars 2025).
 (mars 2025).
Le stade Pedro Marrero est un stade multi-sport d'une capacité de 28,000 sièges situé à La Havane, Cuba.
Il est aujourd'hui principalement utilisé pour le football.

## Historique
Le stade a été construit en 1929 sous le nom de Gran Stadium Cervecería Tropical, ou plus familièrement La Tropical.
En 1937, il a accueilli le Bacardi Bowl et beaucoup de match de la ligue cubaine de baseball.
Après la révolution cubaine, le stade est rebaptisé Pedro Marrero du nom d'un jeune homme tué lors de l'attaque de la Caserne de Moncada.